# 贡强桑旦曲布寺
贡强桑旦曲布寺，又译“共巴强”（贡巴强），位于西藏自治区日喀则市定结县萨尔乡普贵村，是一座藏传佛教宁玛派寺院。

## 简介
贡强桑旦曲布寺位于西藏自治区日喀则市定结县，为藏传佛教寺院。该寺位于普贵村以北，普加村南偏东的位置。
该寺和曲果德庆林寺均建于距离定结县城38公里的萨尔乡人民政府驻地，1560年建成。该寺建筑面积1850平方米，是定结县唯一一座藏传佛教宁玛派寺院。该寺有大小佛殿共九间，大殿内供奉着该寺的创建人仁钦白玛贵桑多吉佛，寺内珍藏着大批经卷及其他文物。
2012年，该寺的僧人巴桑次仁被评为西藏自治区爱国守法先进僧尼。